# Crux
Crux, também conhecido como Cruzeiro do Sul, é uma constelação localizada no céu meridional em uma porção brilhante da Via Láctea. É uma das constelações mais facilmente reconhecíveis, uma vez que as suas quatro estrelas principais têm magnitude aparente visual menor (mais brilhante) que +2,8, apesar de ser a menor das 88 constelações modernas. Seu nome significa “cruz” em latim e ela é dominada por um asterismo em forma de pipa ou de uma cruz.
Sobressaindo no asterismo está a mais meridional estrela de primeira magnitude e a estrela mais brilhante da constelação, a branco-azulada Alpha Crucis ou Acrux, seguida por quatro outras estrelas, decrescendo em magnitude no sentido horário: Beta, Gamma (uma das gigantes vermelhas mais próximas da Terra), Delta e Epsilon Crucis. Muitas dessas estrelas mais brilhantes são membros da Associação Scorpios-Centaurus, um grupo grande porém espalhado de estrelas branco-azuladas que parecem ter origens e movimentos comuns na Via Láctea meridional. A constelação contém quatro variáveis Cefeidas que são visíveis a olho nu em boas condições. Crux também contém o brilhante e colorido aglomerado estelar aberto conhecido como Caixa de Joias (NGC 4755) e, a sudoeste, inclui parcialmente a extensa nebulosa escura conhecida como Saco de Carvão.

## História
Crux era conhecida pelos gregos antigos devido a poder ser vista no sul do Egito; Ptolemeu considerou-a como parte da constelação Centaurus. Ela era totalmente visível tão a norte quanto a Bretanha no quarto milênio a.C.. Entretanto, a precessão dos equinócios levou suas estrelas para baixo do horizonte europeu, e elas acabaram esquecidas pelos habitantes das latitudes setentrionais. Em 400 d.C., a maior parte da constelação nunca aparecia acima do horizonte para os atenienses.

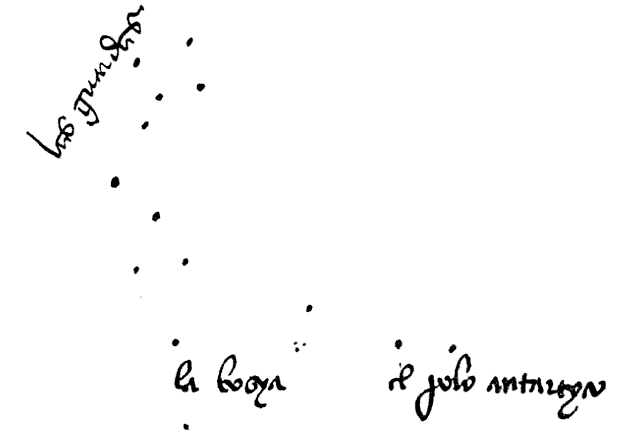
Representação de Crux por João Faras em maio de 1500.

O navegador veneziano do século XV Alvise Cadamosto registrou o que provavelmente era o Cruzeiro do Sul ao sair do rio Gâmbia em 1455, chamando-o de carro dell’ostro (“carruagem do sul”). Entretanto, o diagrama de Cadamosto era impreciso. Os historiadores geralmente consideram João Faras (o Mestre João), astrônomo e médico do rei Manuel I de Portugal que acompanhava Pedro Álvares Cabral na descoberta do Brasil em 1500, o primeiro europeu a representá-lo corretamente. Faras desenhou e descreveu a constelação (chamando-a “Las Guardas”) em uma carta escrita nas praias do Brasil em 1º de maio de 1500 para o monarca português.
O explorador Américo Vespúcio parece ter observado não apenas o Cruzeiro do Sul, como também a nebulosa vizinha Saco de Carvão, em sua segunda viagem, em 1501-02.
Outra descrição inicial moderna claramente descrevendo Crux como uma constelação separada é atribuída a Andrea Corsali, um navegador italiano que viajou para a China e as Índias Ocidentais de 1515 a 1517, em uma expedição patrocinada pelo rei Manuel I. Em 1516, Corsali escreveu uma carta para o monarca descrevendo suas observações do céu meridional, com um mapa bastante rudimentar das estrelas em torno do polo sul celestial, incluindo o Cruzeiro do Sul e as duas Nuvens de Magalhães, vistos em uma orientação externa, como em um globo.
Emery Molyneux e Petrus Plancius também foram citados como os primeiros uranógrafos a distinguir Crux como uma constelação separada; suas representações datam de 1592, a primeira mostrando-a no seu globo celestial e a segunda em um dos pequenos mapas celestiais em seu grande mapa mural. Ambos os autores, entretanto, dependeram de fontes não confiáveis e colocaram Crux em posição errada. Crux foi pela primeira vez mostrada na posição correta nos globos celestiais de Petrus Plancius e Jodocus Hondius em 1598 e 1600. Suas estrelas foram pela primeira vez catalogadas separadas de Centaurus por Frederick de Houtman em 1603. Outros adotantes da constelação, mais tarde, foram Jakob Bartsch em 1624 e Augustin Royer em 1679. Royer é às vezes erroneamente citado como distinguindo Crux pela primeira vez.

## Características
Crux está cercada pelas constelações Centaurus (que a cerca em três lados: a leste, norte e oeste) e Musca a sul. Cobrindo 68 graus quadrados e 0,165% do céu noturno, é a menor das 88 constelações. A abreviação de três letras para a constelação, como definido pela União Astronômica Internacional em 1922, é “Cru”. Os limites oficiais da constelação, estabelecidos por Eugène Delporte em 1930, são definidos como um polígono de quatro segmentos. No sistema equatorial de coordenadas, as coordenadas de ascensão reta desses limites localizam-se entre 11h 56.13m e 12h 57.45m, enquanto as de declinação estão entre -55,68° e -64,70°. A totalidade da constelação está visível para observadores a sul da latitude 25° norte.
Nas regiões tropicais Crux pode ser vista no céu de abril a junho. Crux é exatamente oposta a Cassiopeia na esfera celeste, portanto as duas não podem aparecer no céu ao mesmo tempo. Para locações a sul de 34° sul, Crux é circumpolar e, portanto, está sempre visível  no céu noturno.
Crux é às vezes confundida com o asterismo próximo Falsa Cruz. Crux é assemelhada a uma pipa (uma cruz latina), e tem uma quinta estrela (ε Crucis). A Falsa Cruz tem forma de diamante (uma cruz grega), é em média mais tênue e não tem a quinta estrela, nem as importantes estrelas próximas “apontadoras”.

## Visibilidade

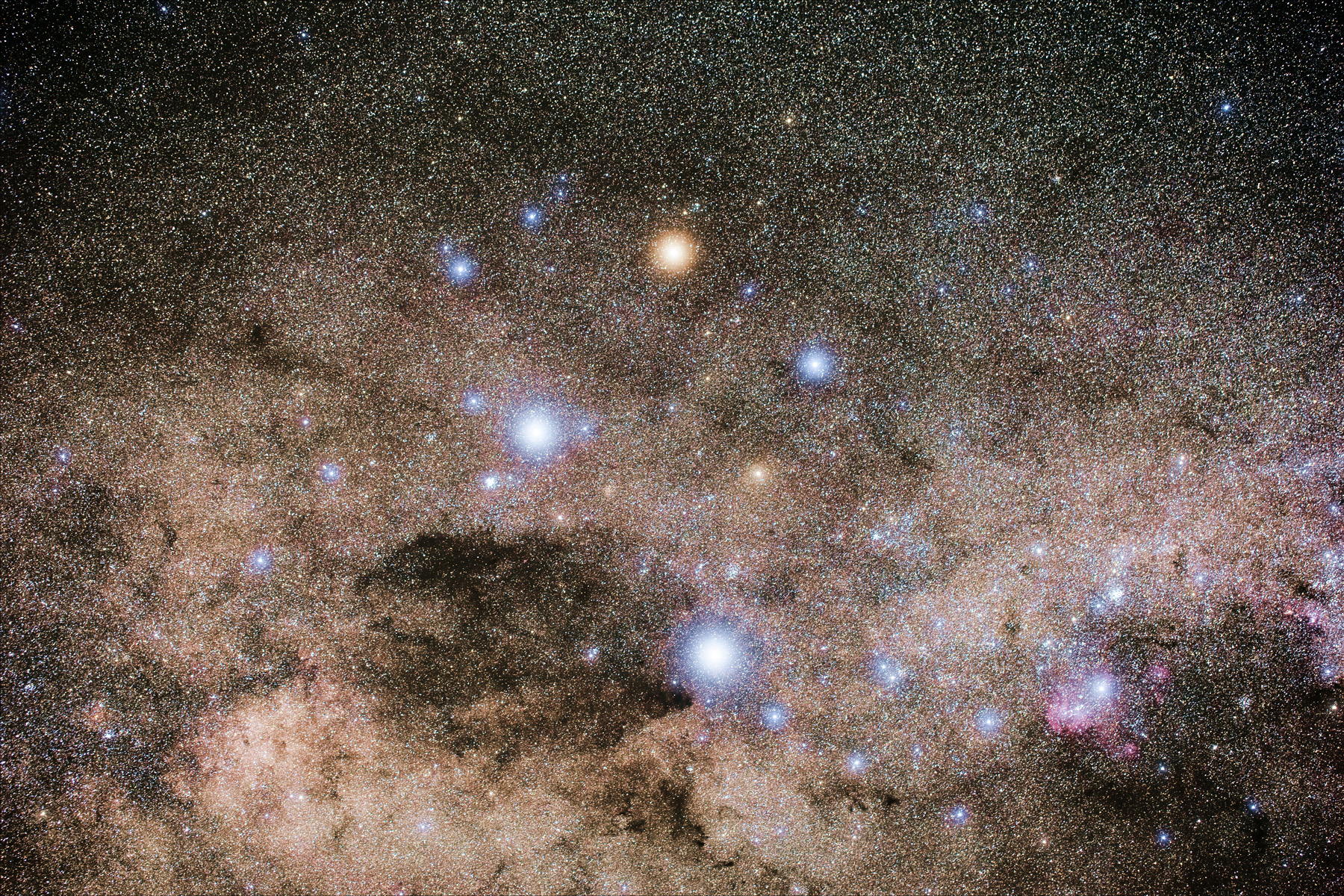
Longa exposição de Crux, Nebulosa do Saco de Carvão e IC 2944.

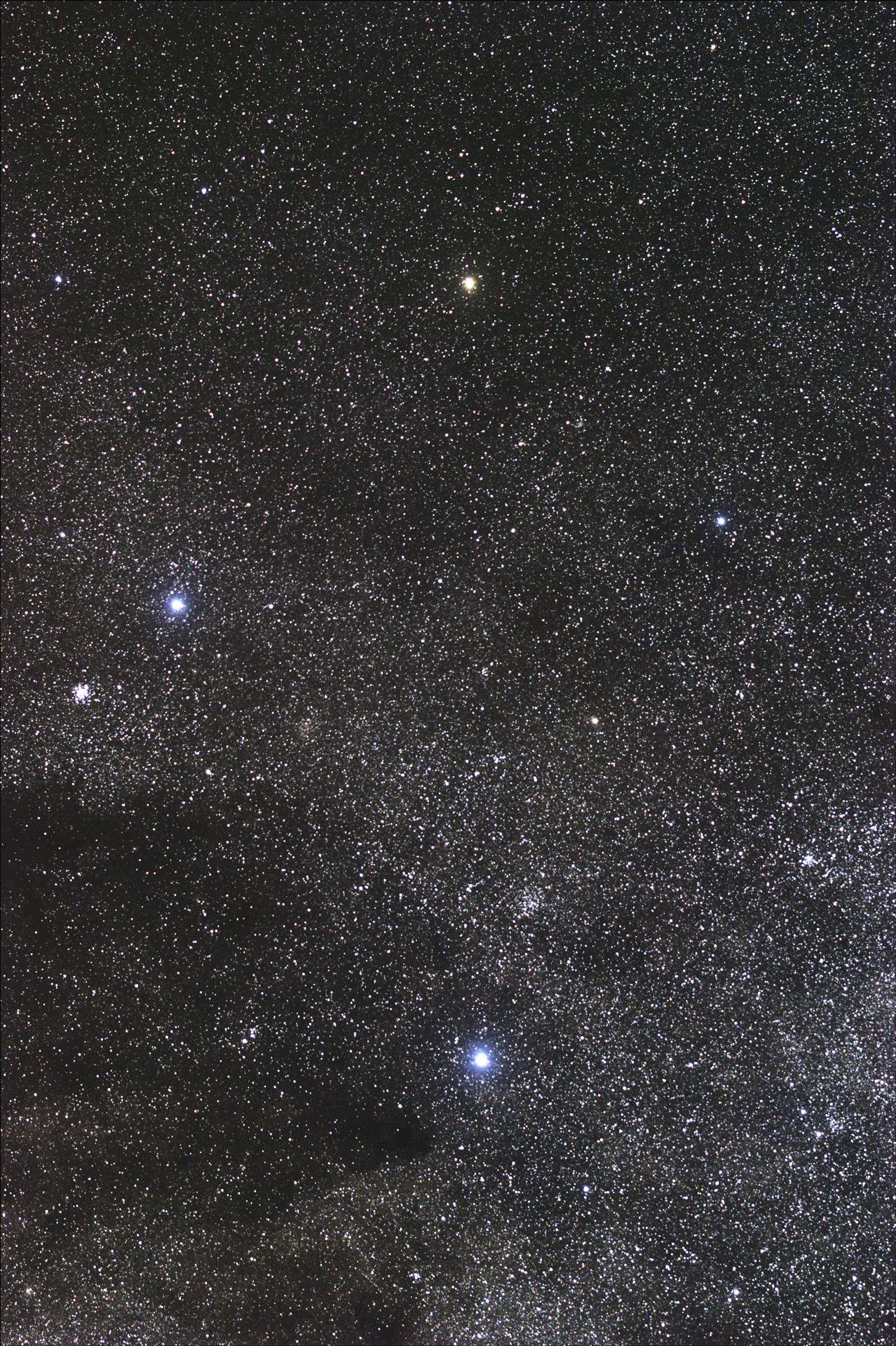
Exposição de 2 minutos de Crux.

Crux está visível no hemisfério sul durante praticamente todo o ano. Ele também está visível próximo ao horizonte nas regiões tropicais do hemisfério norte por algumas horas durante o inverno e a primavera. Devido à precessão, ele se moverá para mais próximo ao Polo Sul no próximo milênio, a até 67 graus de declinação sul para o meio da constelação. Mas no ano 18 000, estará a menos de 30 graus de declinação sul, tornando-se visível na Europa setentrional. Mesmo em 14 000, estará visível para a maior parte da Europa e em todos os Estados Unidos.

### Uso na navegação

Localizando o polo sul celestial.

No hemisfério sul, o Cruzeiro do Sul é frequentemente usado na navegação, da mesma forma como a Polaris é usada no hemisfério norte. Alpha e Gamma (conhecidas como Acrux e Gacrux, respectivamente) são comumente usadas para marcar o sul. Traçando-se uma linha de Gacrux para Acrux, chega-se a um ponto próximo ao Polo Sul Celestial. Alternativamente, se uma linha for traçada perpendicularmente entre Alpha Centauri e Beta Centauri, o ponto onde esta linha encontra a linha anteriormente mencionada marca o Polo Sul Celestial. Outra forma é que, na linha entre Gacrux e Acrux, o sul está diretamente abaixo do ponto a 4 ½ vezes a distância entre essas estrelas. As duas estrelas Alpha e Beta Centauri são frequentemente conhecidas como “Apontadoras do Sul” ou simplesmente “As Apontadoras”, permitindo às pessoas encontrar facilmente o asterismo do Cruzeiro do Sul ou a constelação de Crux. Muito poucas estrelas brilhantes de importância se localizam entre Crux e o polo, embora a constelação Musca seja facilmente reconhecível imediatamente abaixo de Crux.

## Objetos notáveis

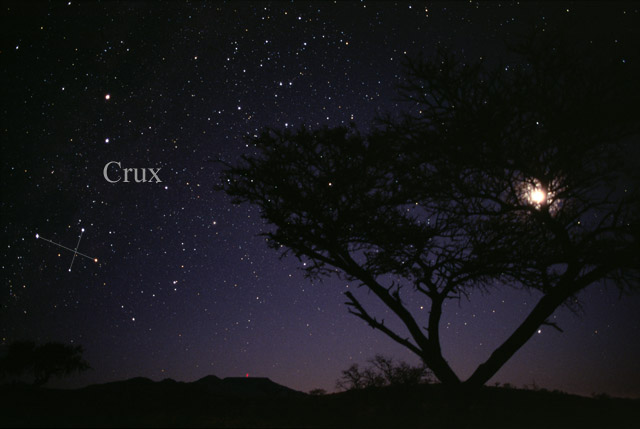
A constelação Crux vista a olho nu.

### Estrelas
Dentro dos limites da constelação, há 49 estrelas com brilho igual ou maior que a magnitude 6,5. As quatro estrelas principais que formam o asterismo são Alpha, Beta, Gamma e Delta Crucis. Também conhecida como Acrux, Alpha Crucis é uma estrela tripla a 321 anos-luz da Terra. Azulada e com magnitude 0,8 para vista desarmada, ela possui dois componentes de magnitude 1,3 e 1,8, além de outro, mais afastado, de magnitude 5. Os dois componentes próximos são separáveis com um telescópio amador pequeno, enquanto o mais afastado é visível com binóculos. Beta Crux, chamada Mimosa, é uma gigante azulada de magnitude 1,3, a 353 anos-luz da Terra. Ela é uma variável Cefeida do tipo Beta Cephei, com uma variação de menos de 0,1 magnitude. Gamma Crux, chamada Gacrux, é uma estrela dupla óptica. A primária é uma estrela gigante avermelhada de magnitude 1,6, a 88 anos-luz da Terra. A secundária tem magnitude 6,5, a 264 anos-luz da Terra. Delta Crucis é uma estrela branco-azulada de magnitude 2,8, a 364 anos-luz da Terra. É a mais tênue das estrelas do Cruzeiro do Sul e, como Beta, é uma Beta Cephei.
Há diversas estrelas mais tênues dentro dos limites de Crux. Epsilon Crucis é uma estrela gigante alaranjada de magnitude 3,6, a 228 anos-luz da Terra. Iota Crucis é uma estrela binária distante 125 anos-luz da Terra; a primária é uma gigante alaranjada de magnitude 4,6 e a secundária tem magnitude 9,5. Mu Crucis é uma estrela binária cujos componentes estão a cerca de 370 anos-luz da Terra; a primária e a secundária são estrelas branco-azuladas, tendo a primeira magnitude 4,0 e a segunda 5,1. Mu Crucis é divisível com pequenos telescópios amadores ou com binóculos grandes.
Das 23 estrelas mais brilhantes, quinze são estrelas do tipo B branco-azuladas. Das cinco estrelas principais da cruz, Delta Crucis e provavelmente Acrux e Mimosa são membros da Associação Scorpius-Centaurus, a associação OB mais próxima do Sol. Elas estão entre as estrelas de maior massa do subgrupo Centaurus Inferior-Crux da associação, com idades entre 10 e 20 milhões de anos. Outros membros incluem as estrelas branco-azuladas Zeta, Lambda, Mu1 e Mu2.
Lambda Crucis e Theta2 Crucis são também estrelas variáveis Beta Cephei.
Crux contém quatro variáveis Cefeidas visíveis a olho nu. BG Crucis varia entre magnitude 5,34 e 5,58 ao longo de 3,3428 dias, T Crucis varia entre 6,32 e 6,83 ao longo de 6,73331 dias, S Crucis varia entre 6,22 e 6,92 ao longo de 4,68997 dias e R Crucis varia entre 6,4 e 7,23 ao longo de 5,82575 dias. BH crucis, também conhecida como Variável Vermelha de Welch, é uma variável Mira que varia entre magnitudes 6,6 e 9,8 ao longo de 530 dias. Descoberta em outubro de 1969, ela se tornou mais vermelha e mais brilhante (magnitude média mudando de 8,047 para 7,762) e seu período aumentou em 25% nos primeiros trinta anos desde sua descoberta.
Descobriu-se que a estrela HD 106906 possui um planeta – HD 106906 b – cuja órbita é maior do que qualquer outro exoplaneta descoberto até o momento.

### Objetos do céu escuro
A Nebulosa do Saco de Carvão é a mais importante nebulosa escura do céu, facilmente visível a olho nu como uma evidente mancha escura no sul da Via Láctea. Ela é grande, com cinco por sete graus, e está a 600 anos-luz da Terra. Nem toda a nebulosa está nos limites de Crux; parte dela está tecnicamente em Musca e Centaurus.
O aglomerado aberto NGC 4755, mais conhecido como a Caixa de Joias ou Aglomerado Crux, tem magnitude total de 4,2 – a olho nu, parece uma estrela indistinta – e está a cerca de 7600 anos-luz da Terra. O nome do aglomerado foi atribuído por John Herschel. Com cerca de sete milhões de anos, uma idade que o torna um dos aglomerados mais jovens da Via Láctea, ele parece ter a forma de uma letra A. A Caixa de Joias é um aglomerado Shapley classe g e Trumpler classe I 3 r; ele é um aglomerado muito rico, concentrado no centro e destacado do campo de estrelas circundantes. Ele possui mais de 100 estrelas, que variam significativamente em brilho. As estrelas mais brilhantes são em sua maioria supergigantes azuis, embora o aglomerado contenha algumas supergigantes vermelhas brilhantes. Kappa Crucis é um membro do aglomerado e é uma das estrelas mais brilhantes, com magnitude de 5,9.

## Significado cultural
A mais importante característica de Crux é seu evidente asterismo conhecido como Cruzeiro do Sul. Ele tem grande relevância nas culturas do hemisfério sul, particularmente na Austrália e Nova Zelândia, cujos pioneiros eram coloquialmente tratados como filhos e filhas do Cruzeiro do Sul.

### Bandeiras e símbolos

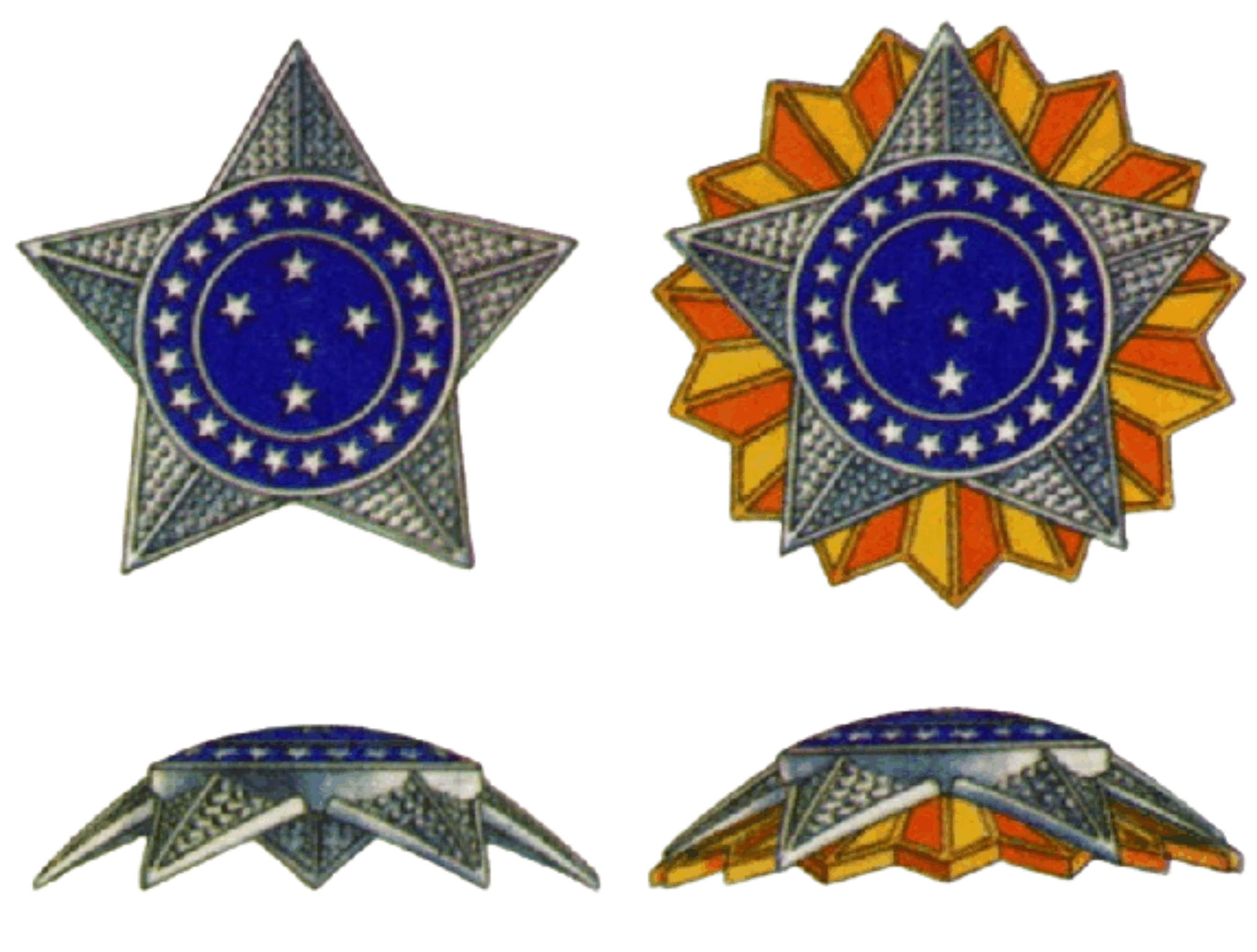
No Brasil a Estrela do Cruzeiro do Sul, além de figurar no brasão nacional, também compõe heráldica militar no exercito brasileiro.

Desde o início da época colonial, Crux foi utilizada como símbolo nacional por diversas nações meridionais. As estrelas mais brilhantes de Crux aparecem nas bandeiras da Austrália, Brasil, Nova Zelândia, Papua Nova Guiné e Samoa. Elas também estão nas bandeiras do estado australiano de Vitória, do Território da Capital da Austrália e do Território do Norte, assim como nas da região da Antártica e Magalhães Chilena, nos estados de Goiás e Paraná e de alguns municípios no Brasil, e de várias províncias argentinas, como por exemplo Terra do Fogo e Santa Cruz. A bandeira da zona de comércio Mercosul mostra as quatro estrelas mais brilhantes. Crux também aparece no brasão de armas do Brasil, bem como no passaporte brasileiro.
É interessante observar que a constelação na bandeira do Brasil aparece "invertida" em comparação com o que vemos no céu. Isso ocorre porque, na bandeira, o céu é representado do ponto de vista de um observador hipotético situado fora da esfera celeste (com a Terra no centro), e não da perspectiva de um observador na superfície do nosso planeta
Outra curiosidade é que o Brasil, no meio a tantas nações austrais que também possuem bandeiras com o Cruzeiro do Sul, é o único preocupado com a exatidão das horas nas estrelas inseridas sobre a esfera azul.
O Cruzeiro do Sul foi incluído na letra do Hino Nacional Brasileiro (1909): “A imagem do cruzeiro resplandece”. As cinco estrelas estão na logomarca do time de futebol Cruzeiro Esporte Clube e foi o nome da moeda nacional brasileira (“cruzeiro”) entre 1942 e 1986 e entre 1990 e 1994. O asterismo é mostrado em todas as moedas da atual série do Real.

### Galeria

Bandeira do Mercosul
Bandeira do Brasil
Bandeira da Austrália
Bandeira da Nova Zelândia
Bandeira da Equipe Olímpica da Australásia
Bandeira da Papua-Nova Guiné
Bandeira de Samoa
Bandeira de Victoria
Bandeira do Território do Norte
Bandeira do Território da Capital da Austrália
Bandeira da Ilha Christmas
Bandeira das Ilhas Cocos
Magalhães e Antártica
Bandeira da província da Terra do Fogo, Antártida e Ilhas do Atlântico Sul
Bandeira de Goiás
Bandeira do Paraná
Bandeira do Município de Cruzeiro do Sul, Acre.
Bandeira do Município de Cachoeiro de Itapemirim, Espírito Santo.
Bandeira do Município de Jaguaripe, Bahia.
Bandeira do Município de Jacobina, Bahia.

### Na astronomia não ocidental
Na astronomia aborígene australiana, Crux e o Saco de Carvão indicam a cabeça do “Emu no céu” em várias culturas aborígenes, enquanto se diz que a própria Crux é um gambá sentado em uma árvore (povo Boorong da região Wimmera do noroeste de Vitória), uma representação da divindade do céu Mirrabooka (povo Quandamooka da ilha Stradbroke), uma raia (povo Yolngu da Terra de Arnhem) ou uma águia (povo Kaurna das planícies de Adelaide). Duas constelações do Pacífico também incluíam Gamma Centauri. Os nativos do Estreito de Torres na moderna Austrália viam Gamma Centauri como o cabo e as quatro estrelas como o tridente da lança de pesca de Tagai. O povo Aranda da Austrália central via as quatro estrelas da cruz como a garra de uma águia e Gamma Centauri como sua perna.
Diversos povos no Brasil e no sul e sudeste da Ásia viam as quatro estrelas principais como o corpo de uma raia. Tanto na Indonésia quanto na Malásia ela é conhecida como Bintang Pari e Buruj Pari respectivamente (“estrelas da raia”).
Os povos javaneses da Indonésia chamavam esta constelação de Gubug pèncèng (“cabana inclinada”) ou lumbung (“o celeiro”), por causa da sua forma.
O nome maori para o Cruzeiro do Sul é Te Punga (“a âncora”). Acredita-se que ele seja a âncora do waka (canoa) de Tama-rereti (a Via Láctea), enquanto as Apontadoras são a sua corda. Em Tonga, ele é conhecido como Toloa (“pato”); ele é representado como um pato voando para sul, com uma de suas asas (δ Crucis) machucada porque Ongo tangata (“dois homens”, α e β) lhe atiraram uma pedra. O Saco de Carvão é conhecido como Humu (“peixe-porco”), por causa de sua forma. Em Samoa, a constelação é chamada Sumu (“peixe-porco”), por causa de sua forma romboide, enquanto α e β Centauri são chamadas Luatagata (Dois Homens), exatamente como o são em Tonga. Os povos das Ilhas Salomão viam diversas figuras no Cruzeiro do Sul, como um protetor de joelho e uma rede usada para apanhar palolos, um tipo de anelídeo. Os povos vizinhos das Ilhas Marshall viam essas estrelas como um peixe.
Em Mapudungun, o idioma dos mapuches patagônicos, o nome do Cruzeiro do Sul é Melipal, que significa “quatro estrelas”. Em quéchua, a língua da civilização inca, Crux é conhecida como “Chakana”, que literalmente significa “escada” (chaka, ponte, ligação; hanan, alto, acima), mas carrega um simbolismo profundo dentro do misticismo quéchua. Acrux e Mimosa fazem um pé da Grande Ema, uma constelação abrangendo Centaurus e Circinus, juntamente com as duas estrelas brilhantes. A Grande Ema era uma constelação dos bororos do Brasil. O povo Mocoví da Argentina também via uma ema incluindo as estrelas de Crux. A sua ema é atacada por dois cachorros, representados por estrelas brilhantes em Centaurus e Circinus. As cabeças dos cachorros são marcadas por Alpha e Beta Centauri. O corpo da ema é marcado pelas quatro estrelas principais de Crux, enquanto sua cabeça é Gamma Centauri e seus pés são as estrelas brilhantes de Musca. O povo Bacairi do Brasil tinha uma constelação vasta representando uma armadilha para pássaros. Ela incluía as estrelas brilhantes de Crux, a parte sul de Centaurus, Circinus, pelo menos uma estrela de Lupus, as estrelas brilhantes de Musca, Beta e Delta Chamaeleonis, Volans e Mensa. O povo calapalo do Mato Grosso, no Brasil, via as estrelas de Crux como furiosas abelhas Aganagi saindo do Saco de Carvão, que era visto como a colmeia.
Entre os tuaregues, as quatro estrelas mais visíveis de Crux são consideradas iggaren, isto é, quatro árvores Maerua crassifólia. O povo Tswana de Botswana viam a constelação como Dithutiwa, duas girafas – Acrux e Mimosa formando um macho e Gacrux e Delta Crucis formando a fêmea.